# Montreal
Montreal (fr. Montréal [mɔ̃ʁeˈal]) – miasto w Kanadzie, nad Rzeką Świętego Wawrzyńca w prowincji Quebec. W latach 1844–1849 Montreal był stolicą Prowincji Kanady.
Jest to drugie co do wielkości miasto Kanady, największy port morski wschodniej części kraju oraz główny ośrodek gospodarczy i kulturalny francuskojęzycznej części Kanady. Powstał jako niewielka osada francuska na cześć królewską nazwany Mont Royal – „Wzgórze królewskie” – stąd obecna nazwa.
Po przyłączeniu 1 stycznia 2002 dzielnic podmiejskich liczba mieszkańców wynosi 1,6 mln (zespół miejski 3,5 mln, 2001). Miasto jest podzielone na 25 dzielnic (fr. arrondissements). Niektóre z nich decyzją rządu prowincji Quebec w 2001 roku zostały przyłączone do Montrealu. Wywołało to sprzeciw mieszkańców przyłączonych dzielnic. W następstwie referendum z czerwca 2004 roku, 1 stycznia 2006 roku część z nowo przyłączonych dzielnic, zamieszkiwanych przez 13% dotychczasowej populacji miasta, odłączyła się od Montrealu.

## Położenie
Zespół miejski jest położony przede wszystkim na dwóch wyspach, Île de Montréal i Jésus, leżących tuż na wschód od zbiegu Rzeki Św. Wawrzyńca i rzeki Ottawa. Wyspy opływa główny nurt Rzeki Św. Wawrzyńca i jej dwie odnogi, rzeki: Rivière des Mille Îles i Rivière des Prairies.

## Historia

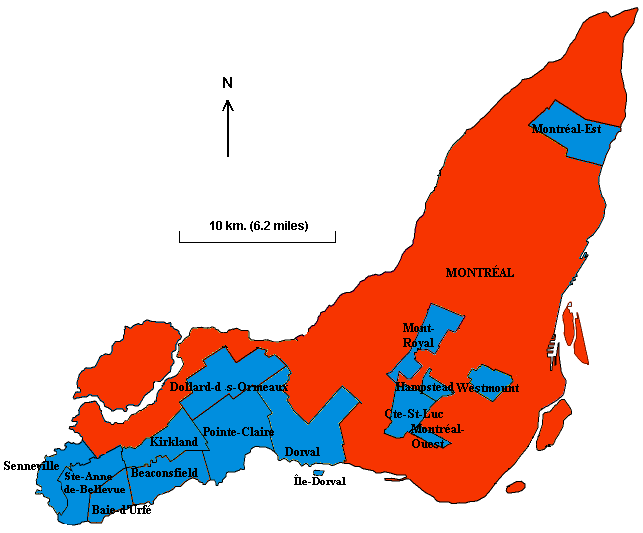
Île de Montréal (Wyspa Montrealu) z Montrealem zaznaczonym na czerwono

### Panowanie francuskie
Pierwszymi Europejczykami, którzy dotarli do wyspy, na której dzisiaj leży Montreal, byli Jacques Cartier i jego towarzysze. Podczas swojej drugiej ekspedycji do Ameryki Północnej Cartier wyruszył z okolic dzisiejszego miasta Québecu w górę Rzeki Świętego Wawrzyńca. Dotarł do okolic wyspy Île de Montréal w październiku 1535. Odwiedził wioskę indiańską Hochelagę i wszedł na wzgórze dominujące nad wyspą, które nazwał na cześć króla Mont Royal. Ze wzgórza stwierdził, że jego dalsza droga w górę rzeki jest zablokowana przez serię niskich wodospadów na rzece (wodospady Lachine). W tej sytuacji zawrócił i popłynął z powrotem do morza i swoich statków.
Po tej jednej europejskiej wyprawie nastąpiła długa przerwa. Francja, nękana wojnami domowymi, na wiele dziesięcioleci porzuciła myśli o koloniach zamorskich. Dopiero na początku XVII wieku Francuzi rozpoczęli ponowną próbę kolonizacji Ameryki Północnej, zakładając osadę Québec w 1608. W tym samym czasie zaczęli ponownie odwiedzać okolice Montrealu. Jednak dopiero w 1642 Francuzi wrócili, by zostać na stałe. Sieur Chomedey de Maisonneuve i około 40 kolonistów zbudowali w lecie 1642 mały fort Ville-Marie. Z początku zadaniem kolonii było prowadzenie działalności misyjnej wśród Indian. Jednak już wkrótce kolonia stała się ważnym ośrodkiem handlu futrami. W miarę przekształcania się w faktorię handlową, osada przyjęła dzisiejszą nazwę Montreal, od nadanej przez Cartiera nazwy wzgórza (wówczas wymawianej jako Mont Réal).
Błędy dyplomatyczne popełnione przez Francuzów przez pierwsze lata swojej obecności w Kanadzie obróciły przeciwko nim konfederację Irokezów. Ta grupa Indian prowadziła z Francuzami sporadyczne wojny do 1701. Montreal, jako najbardziej wysunięta na zachód placówka Francuzów, był nękany częstymi napadami Indian. Ludność osady rosła powoli, od 675 w 1665 do około 1000 w 1700. Po zawarciu pokoju z Irokezami sytuacja znacznie się polepszyła. Do 1760 ludność zwiększyła się do około 5000. Miasto zostało otoczone fortyfikacjami ziemnymi na wzór europejski.
W trakcie wojny siedmioletniej Brytyjczycy podbili posiadłości francuskie w Ameryce Północnej i włączyli je do swojego imperium. Montreal, ostatni punkt oporu Francuzów, poddał się armii brytyjskiej w 1760.

### Panowanie brytyjskie
Montreal formalnie stał się częścią imperium brytyjskiego w wyniku postanowień traktatu paryskiego podpisanego 1763. Miasto pozostało światową stolicą handlu futrami, ale teraz handel ten znalazł się pod kontrolą szkockich i angielskich kupców. Ci założyli nową Kompanię Północno-Zachodnią w latach 1783–1784, która rozszerzyła obszar handlowy Montrealu aż do wybrzeży Oceanu Spokojnego. Kompania połączyła się z Kompanią Hudsona w 1821, kończąc rolę Montrealu w handlu futrami.
Podczas amerykańskiej wojny rewolucyjnej 13 listopada 1775 miasto zostało zajęte przez Amerykanów, którzy jednak musieli wycofać się w lecie następnego roku pod naporem armii brytyjskich. Podczas wojny brytyjsko-amerykańskiej w latach 1812–1814 amerykańskie próby zdobycia miasta nie powiodły się.
Na początku XIX wieku miasto przekształciło się w ośrodek handlu zbożem i drewnem. W 1825 zbudowano Kanał Lachine, który pozwalał statkom ominąć progi wodne na rzece niedaleko od miasta i płynąc dalej do Jeziora Ontario. Montreal stał się portem, w którym statki rzeczne przypływające Rzeką Świętego Wawrzyńca mogły przeładować swoje ładunki na statki pełnomorskie płynące do Atlantyku.
Przez ten czas ludność miasta nieustannie rosła dzięki przypływowi imigrantów z Wielkiej Brytanii. W latach 1820–1830 Montreal prześcignął Québec i stał się największym miastem w Kanadzie. W 1825 miasto miało 22,5 tys. mieszkańców. Gdy w 1831 Montreal otrzymał prawa miejskie, większość jego mieszkańców wywodziła się z Wysp Brytyjskich, a mieszkańcy francuskojęzyczni byli w mniejszości. Od tego czasu do lat 60. XX wieku angielski pozostawał najważniejszym językiem miasta.

### Kanadyjska metropolia
Pierwsza linia kolejowa w Kanadzie została zbudowana niedaleko miasta w 1836. W połowie XIX wieku miasto uzyskało szereg połączeń kolejowych z resztą Kanady i ze Stanami Zjednoczonymi. W 1885 ukończono Kolej Transkanadyjską, dając miastu połączenie z wybrzeżem Pacyfiku. Dzięki tym połączeniom kolejowym, jak również transportowi wodnemu na Rzece Świętego Wawrzyńca, port w Montrealu stał się głównym oknem na świat Kanady. Z biegiem czasu został drugim po Nowym Jorku portem w Ameryce Północnej pod względem liczby przyjmowanych statków. Dzięki doskonałej sieci połączeń transportowych w mieście rozwijały się również rozmaite gałęzie przemysłu.

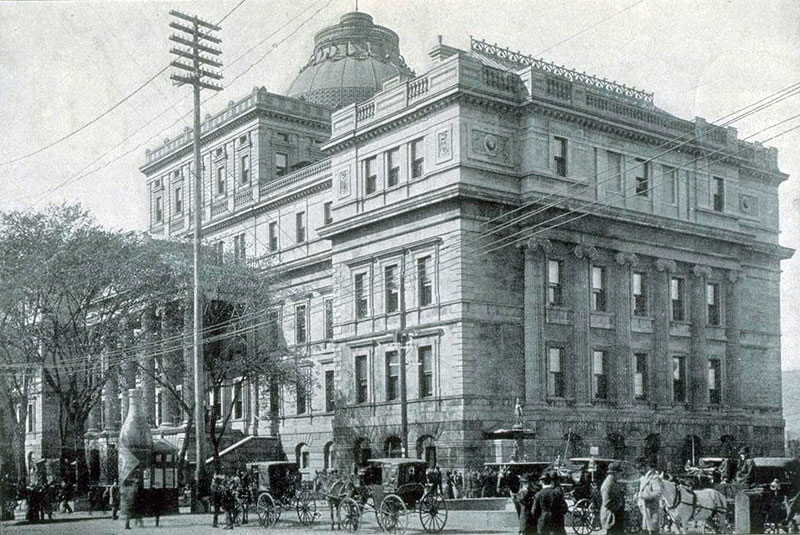
Pałac Sprawiedliwości (1880)

Ludność miasta rosła nieustannie, od 58 tys. w 1851 do 107 tys. w 1871. W 1881 w Montrealu mieszkało 140 tys. osób (170,7 tys. wraz z przedmieściami). Miasto przyciągało wielu imigrantów z Europy i wielu francuskojęzycznych rolników z osad otaczających miasto. Dzięki napływowi tych ostatnich, francuskojęzyczni mieszkańcy miasta ponownie stanowili większość po 1865, jednak wiodącym językiem w mieście pozostawał angielski. Dzięki gwałtownemu rozwojowi liczba ludności Montrealu przekroczyła 1 milion w 1931.

W latach 60. i 70. XX wieku w Montrealu zrealizowano wiele ogromnych inwestycji, w dużej części w związku z organizacją w mieście Wystawy Światowej 1967 i Letnich Igrzysk Olimpijskich 1976. Główną osobą odpowiedzialną za te inwestycje był burmistrz Jean Drapeau, który rządził miastem w latach 1954–1957 i 1960–1986. Zbudowano system montrealskiego metra (będący drugim systemem kolei podziemnej w Kanadzie), sieć autostrad, tereny wystawowe na sztucznej wyspie na Rzece Św. Wawrzyńca, Stadion Olimpijski i wszystkie obiekty sportowe potrzebne dla obsługi olimpiady. Wiele z tych inwestycji nie spełniło oczekiwań. Ogromne, supernowoczesne lotnisko Mirabel zostało wybudowane zbyt daleko od miasta, bez dogodnych połączeń komunikacyjnych i szybko okazało się nierentowne – obecnie służy tylko do obsługi lotów towarowych. Olimpiada okazała się finansową klęską, a miasto spłacało długi zaciągnięte dla sfinansowania budowy obiektów olimpijskich aż do 2008 roku. Ogromny stadion olimpijski z odsłanianym dachem nie mógł znaleźć dla siebie odpowiedniej roli w następnych latach. Z drugiej strony, dzięki tym inwestycjom Montreal ma prawdopodobnie najlepszą infrastrukturę miejską pośród wielkich miast Kanady.

Świątynia masońska w Montrealu

W drugiej połowie XX wieku gospodarka kanadyjska weszła w okres dużo bardziej ścisłej integracji z gospodarką Stanów Zjednoczonych, a znaczenie eksportu do innych kontynentów znacznie spadło. Z tego powodu stopniowo głównym centrum gospodarczym kraju stało się Toronto, ulokowane wewnątrz kraju i posiadające znacznie lepsze połączenia transportowe z głównymi ośrodkami amerykańskiego przemysłu. Gospodarka Montrealu została również znacznie osłabiona przez dojście do władzy w prowincji Quebec separatystycznej Partii Quebeckiej, która wdrożyła w życie serię praw mających na celu upowszechnić użycie języka francuskiego w wielu dziedzinach gospodarki i biznesu. Wobec tego wielu anglojęzycznych mieszkańców Montrealu opuściło miasto.
Pod koniec lat 90. miasto zaczęło odzyskiwać swoją międzynarodową renomę, wraz z lokalizacją w centrum Montrealu Światowego Centrum Handlu, Quartier International, oraz kilku międzynarodowych organizacji: ICOGRADA, International Design Alliance, oraz agend UNESCO, ONZ, ICAO, WHO i NATO.

## Demografia

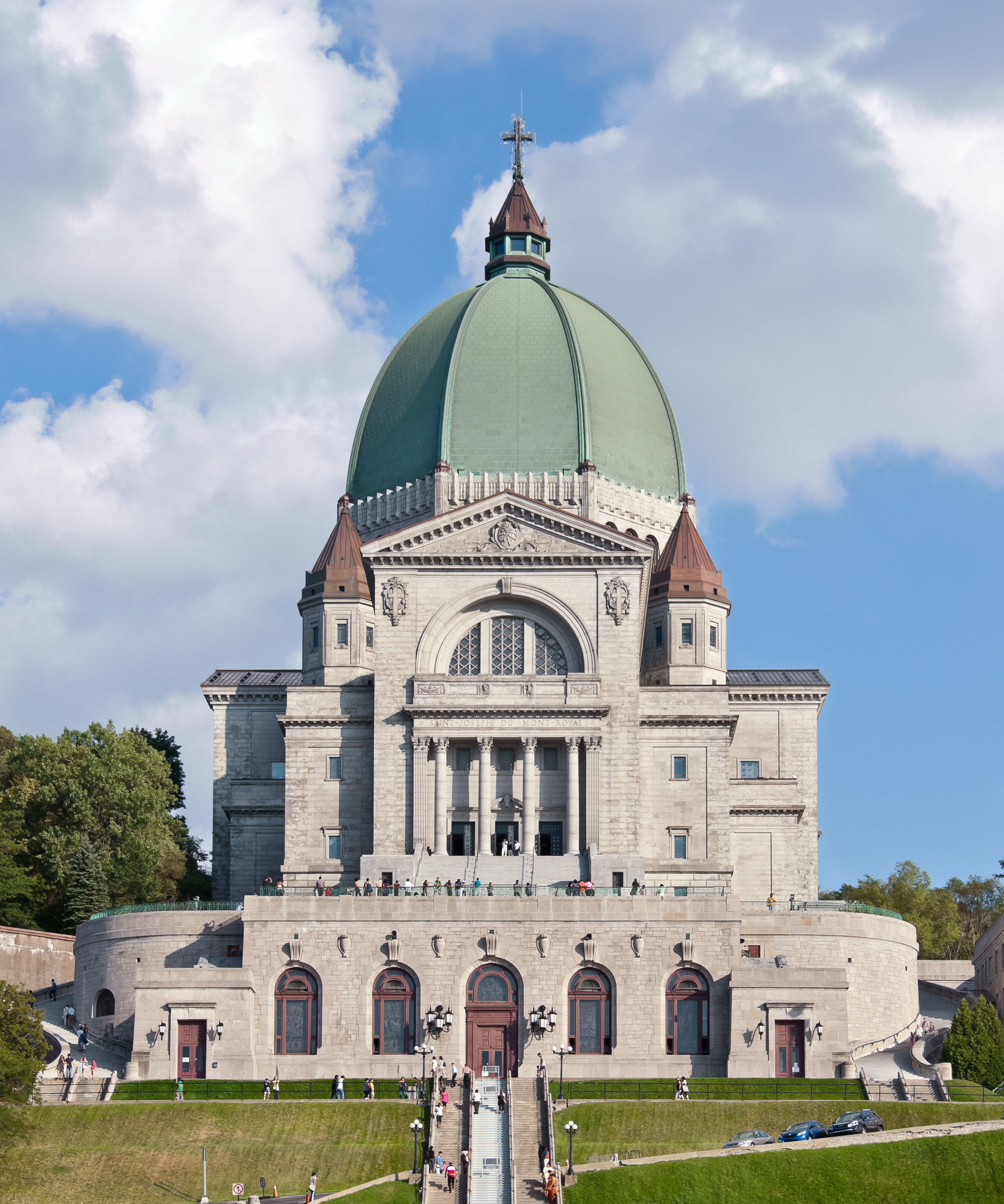
Oratorium św. Józefa

Liczba mieszkańców Montrealu wynosi 1 649 519. Język francuski jest językiem ojczystym dla 52,4%, angielski dla 13,2%, arabski dla 5,4%, włoski dla 4,9%, hiszpański dla 4,7%, grecki dla 1,2%, wietnamski dla 1,1%, portugalski dla 1,1% mieszkańców (2011). W części miasta zamieszkałej przez większość francuskojęzyczną nazwy ulic i znaki drogowe są francuskie, a na zachodzie miasta, gdzie większość stanowią użytkownicy języka angielskiego, większość ulic ma angielskie nazwy, angielskie jest też oznakowanie drogowe.

## Edukacja
Uniwersytety anglojęzyczne
- Uniwersytet McGilla
- Uniwersytet Concordia (oficjalnie dwujęzyczny, ale większość studentów uczy się po angielsku)

Uniwersytety francuskojęzyczne
- Uniwersytet Montrealski
- Université du Québec w Montrealu (UQÀM)
- École de technologie supérieure w Montrealu
- École polytechnique w Montrealu, filia Uniwersytetu Montrealskiego
- École des hautes études commerciales w Montrealu, filia Uniwersytetu Montrealskiego
- Université de Sherbrooke (działa w mieście Sherbrooke, ale ma jeden kampus w Longueuil, na przedmieściach Montrealu)

## Transport
- Metro w Montrealu
- Air Canada
- Air Transat

## Sport
Montreal jest miastem dobrze rozwiniętym pod względem sportowym. Odbywają się tu różne imprezy w odrębnych dziedzinach sportu.
- Letnie Igrzyska Olimpijskie 1976

- Grand Prix Kanady Formuły 1

- CF Montréal – klub piłkarski

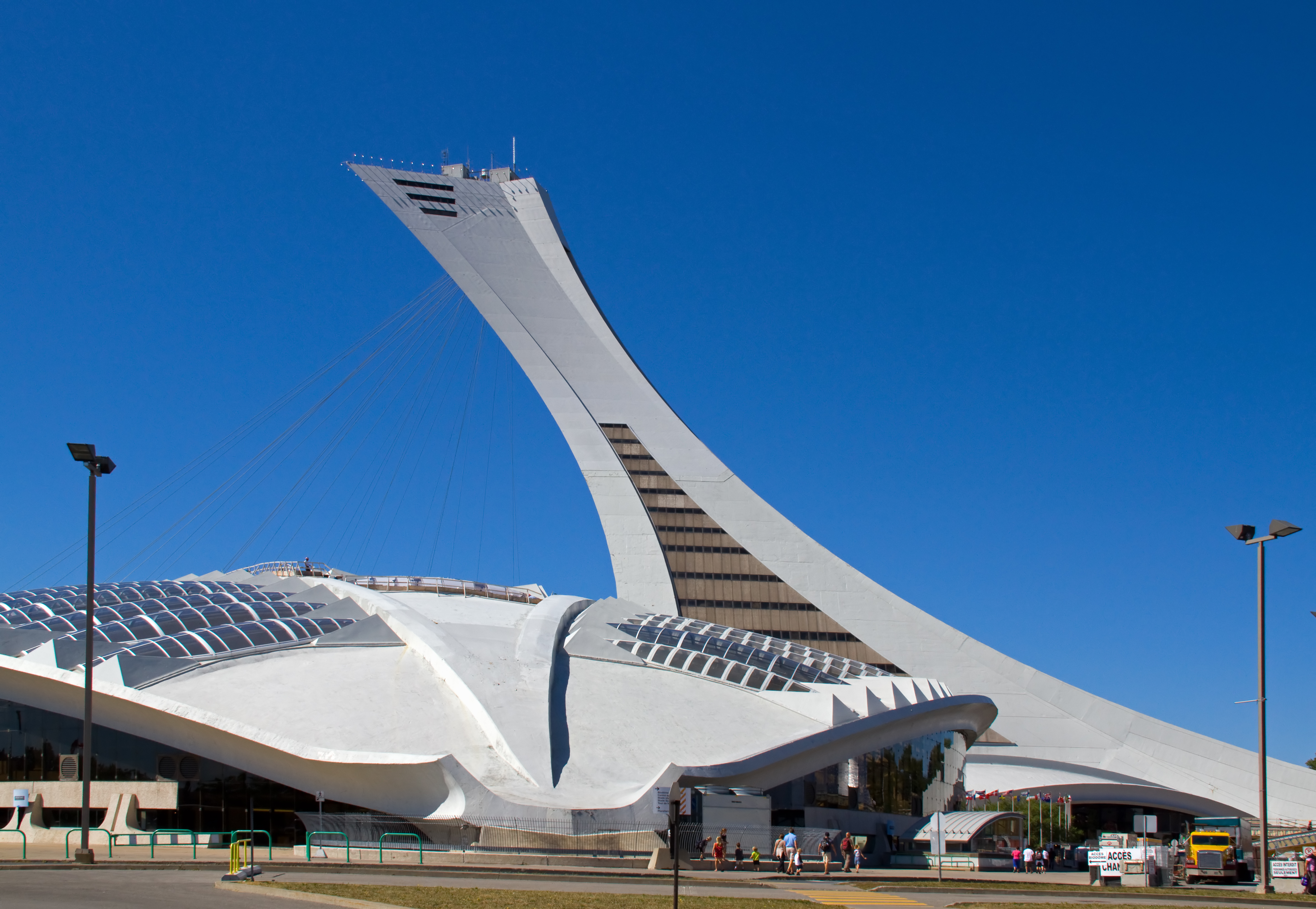
Stadion Olimpijski w Montrealu

- Grand Prix Cycliste de Montréal – wyścig kolarski
- Montreal Maroons – były klub hokejowy
- Montreal Wanderers – były klub hokejowy
- Canadiens de Montréal – klub hokejowy

- Rogers Cup – kobiecy turniej tenisowy rangi WTA Premier 5 i męski rangi ATP World Tour Masters 1000, rozgrywany naprzemiennie w Montrealu i Toronto (w lata nieparzyste zawody tenisistów odbywają się w Montrealu, a tenisistek w Toronto, a w lata parzyste jest odwrotnie)

## Dzielnice Montrealu

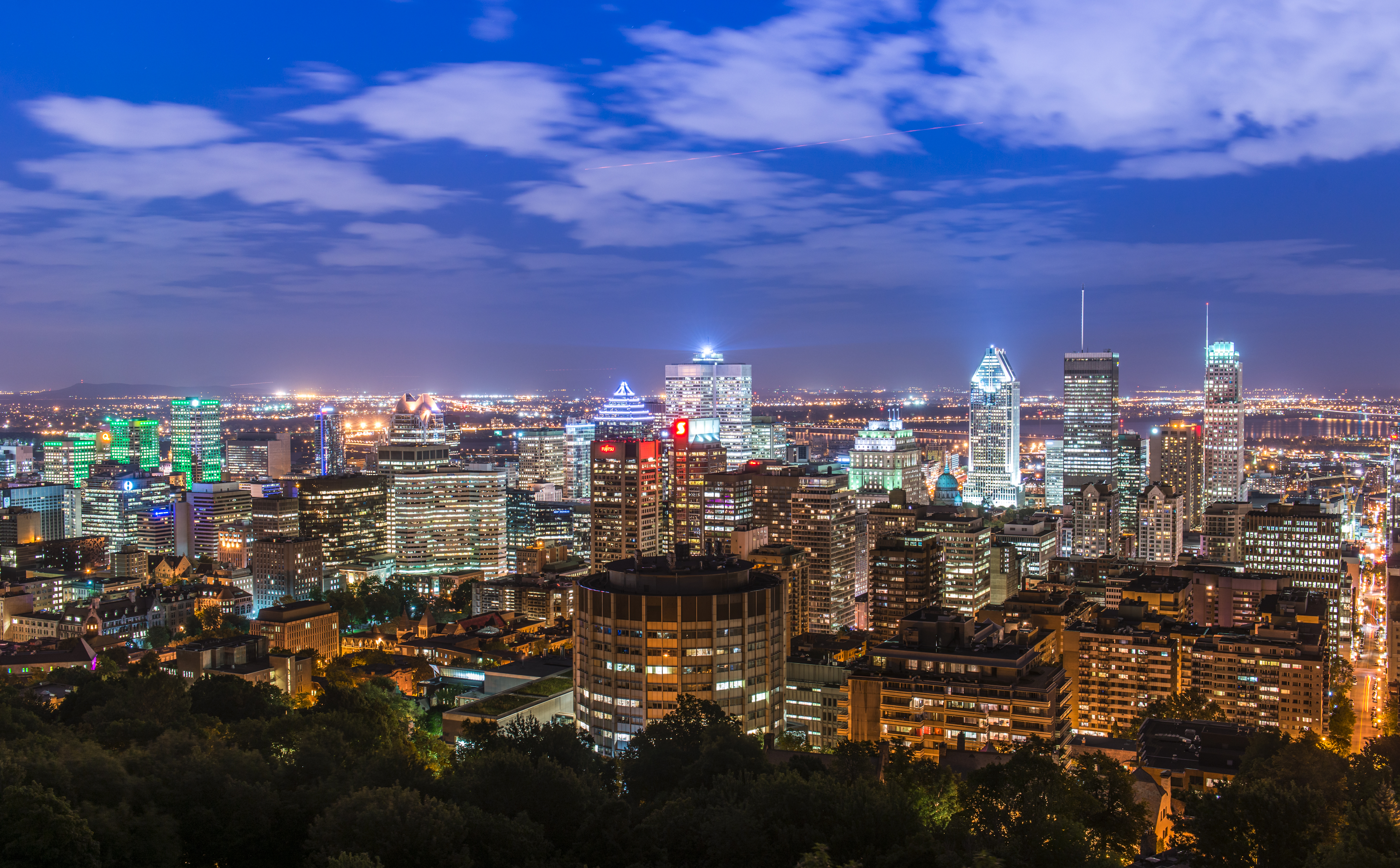
Śródmieście nocą w 2014

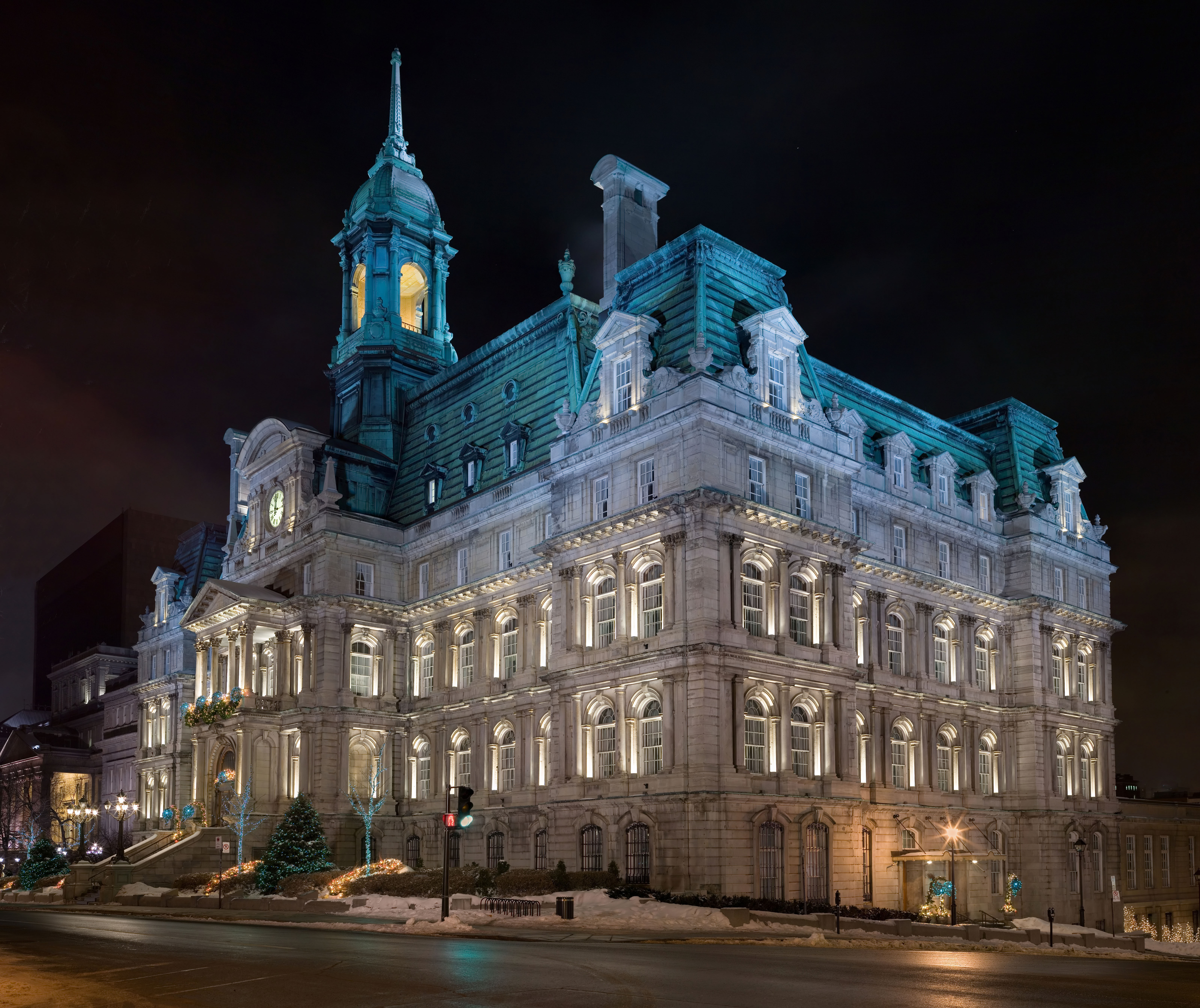
Ratusz

Obecne dzielnice tworzące miasto Montreal to:
- Ahuntsic-Cartierville
- Anjou
- Côte-des-Neiges–Notre-Dame-de-Grâce
- Lachine
- LaSalle
- Le Plateau-Mont-Royal
- Le Sud-Ouest
- L’Île-Bizard–Sainte-Geneviève
- Mercier–Hochelaga-Maisonneuve
- Montréal-Nord
- Outremont
- Pierrefonds-Roxboro
- Rivière-des-Prairies–Pointe-aux-Trembles
- Rosemont–La Petite-Patrie
- Saint-Laurent
- Saint-Léonard
- Verdun
- Ville-Marie
- Villeray–Saint-Michel–Parc-Extension

## Współpraca
Miejscowości partnerskie:
| - Amsterdam, Holandia - Ateny, Grecja - Beer Szewa, Izrael - Bruksela, Belgia - Daegu, Korea Południowa - Erywań, Armenia - Hanower, Niemcy - Harrisburg, USA - Hiroszima, Japonia - Londyn, Wielka Brytania | - Los Angeles, USA - Melbourne, Australia - Namur, Belgia - Nowy Jork, USA - Paryż, Francja - Pusan, Korea Południowa - Tuluza, Francja - Villahermosa, Meksyk - Wołgograd, Rosja |